# 안드로메다자리 뮤
안드로메다자리 뮤(μ And / μ Andromedae)는 안드로메다자리의 항성이다. 지구에서 약 136 광년 떨어져있다. A형 주계열성으로 겉보기 등급은 +3.86 등급이다.

## 참고 자료
- http://www.alcyone-software.com/cgi-bin/search.pl?object=HR0269 보관됨 2011-07-07 - 웨이백 머신
- 안드로메다자리 뮤의 사진